# 6384 Kervin
6384 Kervin (1989 AM) là một tiểu hành tinh vành đai chính bên trong được phát hiện ngày 3 tháng 1 năm 1989 bởi E. F. Helin ở Palomar.